# Töreskullagöl
Töreskullagöl är en sjö i Värnamo kommun i Småland och ingår i Nissans huvudavrinningsområde.